# Aurelia Mocanu
Aurelia Mocanu (n.  26 martie 1957, Codlea, județul Brașov) este un critic de artă și jurnalist român.

## Formare
Aurelia Mocanu a absolvit gimnaziul și liceul de arte din Sibiu, în 1976, și a continuat formarea ca istoric și critic de artă la secția Istoria artei - muzeologie a Institutului de Arte Plastice „Nicolae Grigorescu” din București, până la absolvirea, în 1981.
Bursier al Guvernului francez la EHESS Paris, 1992-1993 și 1997 și apoi membru fondator al Asociației Române a Cercetătorilor Francofoni în Științe Umane (ARCHES)
În anul 2009, susține teza de Doctorat în Arte Vizuale la Universitatea Națională de Arte București, sub coordonarea prof. Andrei Pleșu. Teza de doctorat „Estetica Fragmentului-Criza clastică în arta contemporană”, a fost publicată în anul 2010 la Editura Printech din București, cu titlul „Criza clastică”.

## Experiență muzeală
Aurelia Mocanu își începe traseul de muzeograf și cercetător în artele vizuale lucrând la Oficiul Național pentru Patrimoniu, Giurgiu, între 1982 și 1984.
Din 1985 activează la Muzeul Municipiului București (casa Storck, casa Tattarescu).
Între 1986 și 1989, în calitate de expert, se ocupă de secțiunea dedicată artei moderne românești la Oficiul pentru Patrimoniu din București.
A fost muzeograf de artă contemporană între 1993 și 1995 la Oficiul Național pentru Documentare și Expoziții de Artă Contemporană, ONDA-Artexpo, București.
Din 2004 este expert pentru bunuri culturale al Ministerului Culturii.

## Experiență în critica de artă
Din 1982 semnează cronici și studii privind arta modernă și contemporană, apărute în revistele Arta, Arhitectura, Amfiteatru, Arhitext (revista de Design a centrului Român de Design), Alternative (periodic de arte vizuale, 1990),Dilema, Artelier, Contrapunct, Observatorul cultural, Altitudini, Ziarul de duminică, Secolul 21. În anul 1990 a apărut revista „Alternative”, ca supliment al revistei „Arta”, unde realizează concepția redacțională pentru numerele 6-7, 8, 12, 14, 15. Între 1990-1991 ocupă postul de redactor șef adjunct al revistei „Arta”(seria 1).Pentru numerele 4-5/1990; 3/1991; 6/1991 realizează concepția redacțională. Revine la revista „Arta” aflată la o serie nouă în anul 2000, pe postul de redactor șef adjunct. Realizează concepția redacțională pentru numerele nr. 1-3 din 2000, și  nr. 15 din 2015, respectiv nr. 17 din 2016. Pentru o lungă perioadă de timp (1995-2016) realizează la postul național de Radio, Canalul România Cultural, emisiuniea „Arte Frumoase” în care prezintă o serie de interviuri cu artiști plastici și vizuali dar și cronici ale evenimentelor artistice. În perioada 2000 - 2004 scrie în calitate de columnist la „Observatorul cultural”. Între 2001 și 2003 publică în revista de arhitectură și arte vizuale habitat/ igloo. Din 2004 este columnist la Ziarul de duminică, suplimentul cultural al Ziarului financiar.
Este Lector la Institutul de Management al Artei, ARTMARK.

## Monografii și cataloage (selectiv)
1. „Sculptorița Iulia Oniță”[9], ed. Meridiane, București, 1987
2. „Grife” (desenele lui Sorin Ilfoveanu)[10], ed. Victor B Victor, București 2002
3. „Graficianul Aurel Bulacu”[11], ed. Institutului Cultural Român, București, 2012
4. „Lignis Mundi”, Aurelia Mocanu, în catalogul „Axis Mundi”[12] al expoziției sculptorului Darie Dup, de la Centrul Cultural Palatele Brâncovenești, 2014
5. „Ioan Iacob: Prima Lux - Prima nox”, ed. Kettler, 2014, Dortmund
6. „Dan Bota” (monografia pictorului), editura Koobart, 2014, București
7. -„Pictorul George Ștefănescu –Râmnic”, monografie, Ed. Fundația G. Ștefănescu, 2014
8. Ciprian Paleologu, „Das Projekt Mensch”, ed. Klartex, 2016, Bochum
9. -„Șapte/Sieben” volume-album (I-V, VII) dedicate artei românești contemporane, consultanță și texte introductive, proiect editorial D. Talmann, ed Klartex, Bochum, 2010-2018.   Artiști urmăriți în mai multe texte hermeneutice: Ion Nicodim, Geta Brătescu, Geta Caragiu, Constantin Blendea,Vladimir Șetran, Florin Ciubotaru, Sorin Ilfoveanu, Gheorghe Anghel, Aurel Vlad, Forica Prevenda, Darie Dup, Mircea Roman, Ana Ruxandra Ilfoveanu, Constantin Petrașchievici, Ion Stendl, Nicolae Săftoiu, Matei Negreanu, Mircea Novac, Alexandru Rădvan, Cristina Bolborea, Dragoș Pătrașcu, Cristian Răduță etc.

## Concept expozițional
1. Game (serie de expoziții de tineri artiști), Muzeul Storck ,1984
2. „Trompe l’œil”- Atelier 35, nov.1989
3. Obțiuni (tineri artiști), Artexpo, Etaj 3/4 Teatru Național Bucuresti, 1994
4. Artă tânără românescă, Moscova, 1995
5. „Media Culpa”, concept câștigător pentru expoziția anuală a Centrului Soros pentru Artă Contemporană, 1996
6. „Frumoasa din Pădurea adormită”, expoziție colectivă după un text de Șerban Foarță, gal Căminul Artei-etaj, 2003
7. „Colecția Criticilor”, gal. Orizont, 2004.
8. Deceniul 1-Generația 1996, Complexul Muzeak Palatul Mogoșoaia-Galeria Pogany, 2006, expo-anchetă asupra primului deceniu de creație după 1990

## Carte
"Ibrișim", editura Brumar, Timișoara, 2001

## Premii
Premiul pentru experiment literar dat de Asociația Scriitorilor Profesioniști din România, ASPRO, pentru volumul de proză scurtă „Ibrișim”, editura Brumar, Timișoara, 2001.
Premiul Juriului " pentru intreaga activitate" in Gala Premiilor Naționale a UNIUNII ARTIȘTILOR PLASTICI pentru 2021. Acordat in 2022.